# Петренко, Василий Васильевич (Герой Советского Союза)
Васи́лий Васи́льевич Петре́нко (25 декабря 1909, станица Староминская — 22 декабря 1939) — помощник начальника штаба по артиллерии 70-й стрелковой дивизии 7-й армии, лейтенант, Герой Советского Союза.

## Биография
Родился 25 декабря 1909 года в семье казака Василия Петренко , участвовавшего в Первой мировой войне с Германией. Украинец . По стопам отца пошел его сын и тезка Василий. Окончил начальную школу. Работал в колхозе, на МТС.
В Красной Армии с 1931 года. В 1936 году окончил Орджоникидзевскую объединённую военную школу. Участник советско-финской войны 1939—1940 годов.
Лейтенант Василий Петренко 30 ноября 1939 года разминировал Курносовское шоссе, сняв около трёхсот мин. Это позволило советской танковой колонне выдвинуться в направлении города Териоки.
18 декабря 1939 года 7-я армия не могла связаться с оперативной группой армии под командованием полковника Лазаренко. Посылаемые связисты не находили этой группы, сигналы по радио свидетельствовали о тяжёлом положении группы. В. В. Петренко сумел установить связь с группой армии по неразведанной минированной дороге протяженностью около 40 км в течение 20 часов.
22 декабря 1939 года лейтенант В. В. Петренко погиб в бою. Похоронен в деревне Камышовка Выборгского района Ленинградской области.
Указом Президиума Верховного Совета СССР от 21 марта 1940 года за образцовое выполнение боевых заданий командования на фронте борьбы с финской белогвардейщиной и проявленные при этом отвагу и геройство лейтенанту Петренко Василию Васильевичу посмертно присвоено звание Героя Советского Союза с вручением ордена Ленина и медали «Золотая Звезда».

## Память
- Именем Героя названа улица в станице Староминская.